# ピアノソナタ第27番 (ハイドン)

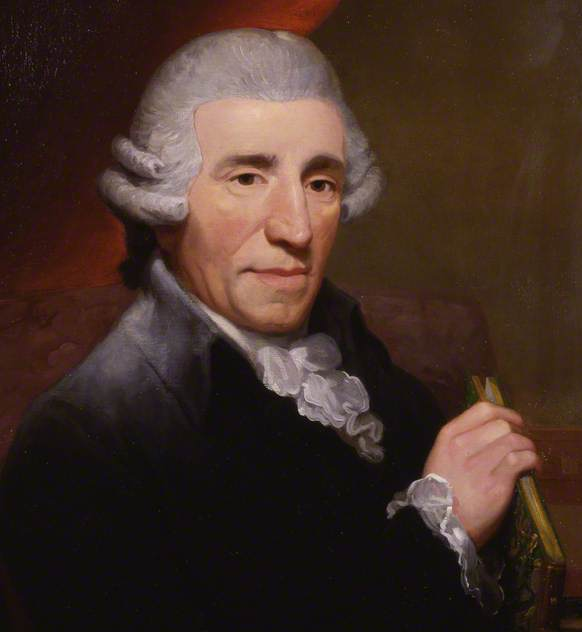
ハイドンの肖像画（トーマス・ハーディ作、1791年）

ピアノソナタ第27番 ト長調 作品14-1 Hob. XVI:27 は、フランツ・ヨーゼフ・ハイドンが作曲したピアノソナタ。ランドン版では第42番となっている。

## 概要
本作品は1774年から1776年の間に作曲され、1778年に出版されたとされている。第27(42)番から第32(47)番の6曲はハイドンの最初の目録に1776年の6つのソナタとして掲載されている。しかし、少し前の時代の作風が感じられるため、1774年以前に作曲された疑いもある。
ソナタアルバムの第1巻に掲載されているため、よく知られた作品となっている。

## 曲の構成
全3楽章、演奏時間は約12分半。いずれもト長調であり、規模はそこまで大きくないが、形式的によくまとまっている作品である。また、全体的に明るい曲である。
- 第1楽章 アレグロ・コン・ブリオ
ト長調、4分の2拍子、ソナタ形式。
第1主題は上行音形に重音の伴奏が付けられており[2]、テュッティのようなモチーフが続く。展開部はニ短調で始まり、めまぐるしい転調を経て再現部に移行する[3]。

- 第2楽章 メヌエット - トリオ
ト長調 - ト短調、4分の3拍子。
メヌエット自体の中間部は属調のニ長調、トリオは同主短調のト短調、さらにトリオの中間部では変ロ長調に移調する[2]。3連符が多用されている。

- 第3楽章 フィナーレ：プレスト
ト長調、4分の2拍子、ロンド形式[2]または、変奏曲形式[1][3]。
ロンドの主題は毎回少しずつ変奏され、徐々に細かくなっていく[2][3]。最後は賑やかに終わる[3]。